# Bases de Manresa
Les Bases per a la Constitució Regional Catalana, més coneguda com a Bases de Manresa, són un document aprovat el 27 de març de 1892 per la primera Assamblea de Manresa de la Unió Catalanista, una coordinadora de diverses associacions catalanistes del moment repartides pel territori. Fou el primer projecte concret d'un autogovern català plantejat des de Catalunya. En cap cas fou un projecte independentista sinó autonomista, plantejant una organització autònoma fortament corporativista, ja que estava influenciat per un cert tradicionalisme neoforalista. L'assemblea que va aprovar les Bases fou presidida per l'arquitecte Lluís Domènech i Montaner, i actuaren com a secretaris un jove Enric Prat de la Riba i Josep Solé i Palet.

## Redacció i debat
La comissió encarregada de la redacció de la primera proposta del document fou presidida pel conservador Josep Torras i Bages, bisbe de Vic. Tot i la presentació d'una proposta alternativa per part de Prat de la Riba, l'assemblea va aprovar el text proposat amb pocs canvis.
En els debats van aflorar les tres grans tendències que ja s'havien intuït a la comissió redactora: La dels historiadors i literats liderats per Àngel Guimerà, que estaven molt imbuïts de l'idealisme jocfloralista però que no aportaven cap contingut polític substancial. La dels regionalistes, com en Joan Josep Permanyer i Ayats, que advocaven per una descentralització administrativa de l'actual règim espanyol, però exercint una política pragmàtica i accidentalista que evités sempre la tensió amb el govern central. Finalment, un grup més reduït però políticament molt actiu era el dels joves del Centre Escolar, com Prat de la Riba, que volien que el document de les Bases de Manresa dissenyés de forma concreta l'autonomia que volien per Catalunya. El comú denominador del gresol de la Unió Catalanista (tant de la barcelonina Lliga de Catalunya, com de les entitats territorials que en formaven part) era que d'alguna manera provenien de la Catalunya agrària.

### La proposta alternativa
Segons Josep Maria Ainaud de Lasarte, Enric Prat de la Riba havia preparat un projecte de Bases força diferent del que va sortir aprovat. Enric Prat el van influenciar les lectures d'autors com Taine i Le Play, convençut que el sistema medieval català era el millor que es podia proposar per a mantenir la personalitat nacional de Catalunya. En aquell temps era un adversari convençut dels sistemes parlamentaris i fins i tot dels partits polítics, i en una societat estructurada corporativament. Es manifestava partidari de les patronals i dels sindicats com a successors dels antics gremis, i de les institucions jurídiques tradicionals de la família i del dret català. Prat de la Riba va acabar la seva intervenció a l'Assemblea de Manresa anunciant els perills del parlamentarisme i advertí que Catalunya necessitava la llibertat i les antigues institucions que li havien estat arrabassades.
Cal entendre aquest fort posicionament de Prat en el context històric del 1892: la política espanyola era teòricament una democràcia representativa, però a la pràctica estava dominada pel caciquisme i el frau electoral massiu, que feia impossible que emergís la voluntat popular real.

## Contingut
Les 17 bases finals del document plantejaven no només la creació d'un poder autònom a la regió catalana, sinó fins i tot una reforma del mateix estat espanyol. Cal dir que no es posicionaven en si aquest havia de seguir sent una monarquia, o podia esdevenir en algun futur una república.
Pel que fa al poder central, les Bases de Manresa plantejaven que l'estat espanyol fos organitzat segons el principi de la separació de poders: el legislatiu estaria compartit entre el rei i una assemblea espanyola composta per representants de totes les regions. L'executiu seria format per cinc ministeris o secretaries. Les seves competències havien de ser les relacions internacionals (l'establiment de tractats polítics i econòmics), l'exèrcit i les grans obres d'infraestructura.
| «                                 | Poder central Base primera. Les seves atribucions vindran a càrrec del poder central: - Les relacions internacionals. - L'exèrcit de mar i terra, les obres de defensa i l'ensenyament militar. - Les relacions econòmiques d'Espanya amb els altres països i, en conseqüència, la fixació dels aranzels i del ram de duanes. La seva organització - El poder central s'organitzarà sota el concepte de la separació de les funcions legislativa, executiva i judicial. - El poder legislatiu central radicarà en el rei o en el cap de l'Estat i en una assemblea composta per representants de les regions, elegits en la forma que cada una estimi convenient; el nombre de representants serà proporcional al d'habitants i a la tributació; la regió a la qual n'hi corresponguin menys en tindrà tres. [...] | » |
| — Bases de Manresa, Poder central | |   |

Pel que fa al poder regional, aquest estaria format per les Corts Catalanes, reunides una vegada a l'any a diferents llocs del territori, de la qual sortiria un govern executiu format per cinc o set alts càrrecs que haurien d'exercir l'administració del país. En aquest punt, els corrents historicistes aconseguiren que les Corts fossin d'elecció corporativa, i no directament democràtica: s'havien de votar els membres pel sufragi de tots els caps de casa agrupats en classes fonamentades en el treball, en la capacitat i en la propietat, la indústria i el comerç. Aquest nou poder regional havia de tenir la sobirania exclusiva a l'interior del país, el qual passaria a organitzar-se en comarques com a entitats administratives bàsiques, i als municipis se'ls ampliarien les competències. Catalunya tindria un cos d'ordre públic propi, anomenat sometent, una policia depenent del poder regional. Pel que fa al poder judicial, el document volia la restauració de l'antiga Reial Audiència del Principat de Catalunya, i que s'erigís de nou com a tribunal superior d'última instància, deslligant Catalunya dels tribunals de Madrid.
Es demanava la oficialitat de la llengua catalana, que s'exigia que fos la única oficial, i un sistema d'ensenyament propi adequat a les particularitats catalanes. Finalment establia que tot el funcionariat públic que treballés a Catalunya, tant si depenia del poder central (els militars...) com si depenia del nou poder regional, havia de ser català. Aquesta demanda volia corregir els nombrosos menyspreus i imposicions que patia la ciutadania quotidianament per part dels funcionaris castellanoparlants procedents de la resta de l'estat.
Altres elements que demanava el document era que el Dret civil català depengués exclusivament del poder regional, que havia de ser l'únic competent per modernitzar-lo segons la realitat del país. També imposava que a Catalunya el servei militar fos voluntari, i que el rescat dels cridats a files que no hi volguessin anar es pagués col·lectivament. També es plantejava l'ús d'una moneda pròpia, com passava a l'època moderna, ja que les realitats econòmiques entre Catalunya i la resta de l'estat eren molt diferents.
| «                                  | Poder regional Base segona. En la part dogmàtica de la Constitució regional catalana es mantindrà el temperament expansiu de la nostra legislació antiga, i es reformaran, per posar-les d'acord amb les noves necessitats, les sàvies disposicions que conté respecte dels drets i de les llibertats dels catalans. Base tercera. La llengua catalana serà l'única que, amb caràcter oficial, podrà usar-se a Catalunya i en les relacions d'aquesta regió amb el poder central. Base quarta. Sols els catalans, ja ho siguin de naixement, ja per virtuts de naturalització, podran ocupar càrrecs públics, fins i tot tractant-se dels governatius i els administratius que depenguin del poder central. També hauran de ser exercits per catalans els càrrecs militars que comportin jurisdicció. [...] Base sisena. Catalunya serà l'única sobirana del seu govern interior. Per tant, dictarà lliurement les seves lleis orgàniques; tindrà cura de la legislació civil, penal, mercantil, administrativa i processal; de l'establiment i el cobrament d'impostos; de l'encunyació de moneda, i tindrà totes les altres atribucions inherents a la sobirania que no corresponguin al govern central segons la base primera. Base setena. El poder legislatiu regional radicarà en les Corts catalanes [...], que es formaran per sufragi de tots els caps de casa agrupats en classes fundades en el treball manual, en la capacitat o en les carreres professionals i en la propietat, indústria i comerç, mitjançant la corresponen organització gremial en el que sigui possible. [...] Base quinzena. L'ensenyament públic […] s'haurà d'organitzar d'una manera adequada a les necessitats i al caràcter de la civilització de Catalunya. | » |
| — Bases de Manresa, Poder regional | |   |

## Valoracions

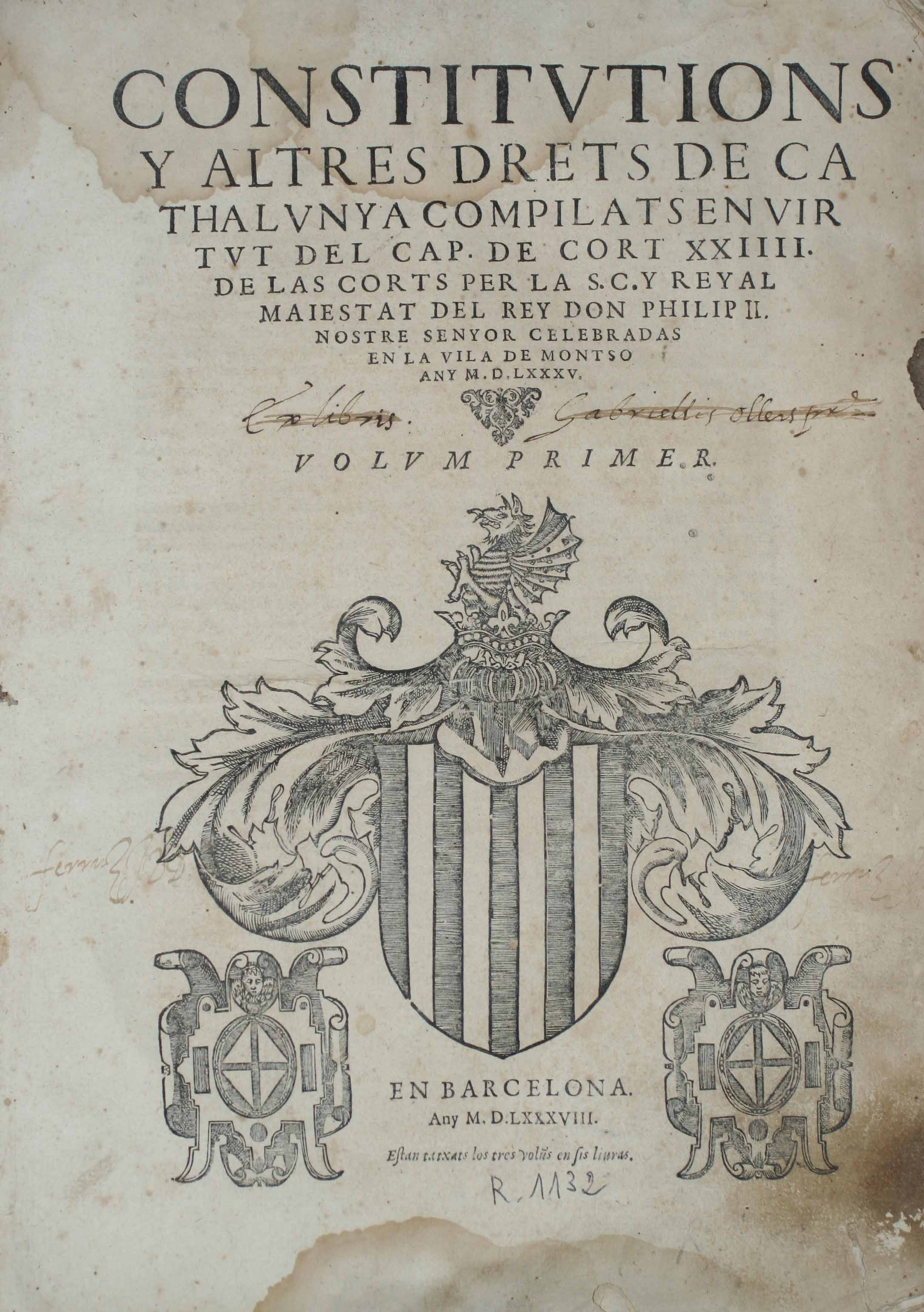
Les Bases de Manresa reclamaven una certa devolució del vell sistema constitucional català.

L'historiador catalanista Rovira i Virgili resumia les Bases de Manresa com un projecte inspirat en el model federal, ja plantejat anteriorment, però que també pretenien reinstaurar d'alguna manera el tipus de govern tradicional català vigent a l'edat moderna fins al 1714, que havia estat regulat per les velles constitucions catalanes. El socialista González i Casanova afegia que plantejaven un projecte d'autonomia molt semblant al federalista del 1883, però que limitaven molt l'organització democràtica del país. El contingut de les Bases era certament anacrònic en alguns punts, proposant unes formes polítiques idealitzades per una mentalitat rural molt allunyada de la realitat industrial i l'hegemonia del liberalisme. Partia d'una abstracte idea de societat tradicionalista, pairal i catòlica. Per tant, no deixava de ser contradictòria la voluntat del catalanisme de modernitzar Espanya, amb el rebuig a integrar-se al parlamentarisme i a la democràcia modernes que la petita burgesia i el proletariat anaven aconseguint a l'Europa de l'època. El catalanisme conservador pretenia així evitar que es reproduís a Catalunya el sistema de partits típic de la restauració espanyola, que ni representava a la població ni permetia cap altra expressió que no fos la del centralisme.
En qualsevol cas, fou una fita del moviment catalanista conservador, que amb una proposta concreta va posar-se per davant d'altres alternatives polítiques com els federalistes i els carlistes. La premsa propera a les entitats de la Unió Catalanista va divulgar entusiàsticament el contingut de les Bases de Manresa, difonent les tesis autonomistes pel país. El moviment catalanista progressista de base més popular no hi va participar. Valentí Almirall, Josep Pella i el mateix Antoni Rovira i Virgili van criticar durament el deix tradicionalista de les Bases de Manresa, i van qualificar la seva proposta política de massa tímida i fins i tot ingènua.
A Madrid la premsa va parlar poc de l'Assemblea de Manresa, i ho feu sense fidelitat a la veritat. Utilitzaren un to sarcàstic i de menyspreu envers un projecte que consideraren un atemptat a la unitat d'Espanya: Eduardo Dato va qualificar el projecte de "tan utópico como el programa socialista, tan peligroso, quizá, como el anarquista.", i Antoni Maura deia ras i curt que era "un programa de disolución y negación de la patria".